# 이상현 (배우)
이상현(1977년 1월 27일 ~ )는 대한민국의 뮤지컬배우이다.

## 출연작품

### 뮤지컬
- 《와이키키브라더스》음악선생 (2003년)
- 《렌트》탐콜린즈 (2004년)
- 《노틀담의 꼽추》페뷔스 (2004년)
- 《와이키키브라더스》음악선생 (2004년)
- 《틱틱붐》마이클 (2005년)
- 《겨울 나그네》현태 (2005년)
- 《명성황후》홍계훈 (2006년)
- 《카르멘》돈호세 (2006년)
- 《미스피가로》오강오 (2008년)
- 《진짜진짜 좋아해》 (2008년)
- 《돌아온 고교얄개》 (2008년)
- 《젊은 베르테르의 슬픔》알베르트 (2010년)
- 《선덕여왕》김유신 (2010년)
- 《왕세자 실종사건》 왕 (2011년
- 《원효》의상대사 (2011년)
- 《왕세자 실종사건》왕 (2012년)
- 《젊은 베르테르의 슬픔》알베르트 (2012-2013년)
- 《미스터 온조》비류 (2013년)

• 《덕혜옹주》 , 소 다케유키역( 2014)
• 《온조》 비류역 (2015)
• 《엘리자벳》 프란츠 요제프역(2016,블루스퀘어, EMK)
• 《베르테르》 알베르트역(2016 ,예술의 전당 토월극장, CJ)
• 《몬테 크리스토》 몬데고역(2016~2017, 충무아트홀, EMK)
• 《메디슨 카운티의 다리》 리처드존스(2017, 충무아트홀, 쇼노트)
• 《레베카》 잭파벨 (2017~2018 블루스퀘어)

### 드라마
- 《우아한 모녀》 (2019년, KBS2)

### 영화
- 《강철중: 공공의 적 1-1》